# Felsőhági vasútállomás
Felsőhági vasútállomás (Vyšné Hágy zast.) vasútállomás Felsőhágiban az Eperjesi kerületben Szlovákiában. A megállóhely a Poprád-Felka–Ótátrafüred–Csorbató között működő Tátrai villamosvasút vonalán fekszik. A Železničná spoločnosť Slovensko a.s. üzemelteti. 

## Fekvése
Az állomás Csorbató vasútállomástól 4 km-re keletre fekszik.

## A megállóhely
A állomásépületben WC található.

## Kapcsolódó állomások
A vasútállomáshoz az alábbi állomások vannak a legközelebb:
- Poprádi-tó megállóhely (Csorbató vasútállomás, Poprad-Tatry – Štrbské Pleso railway line)
- Újszéplaki megállóhely (Poprád-Tátra vasútállomás, Poprad-Tatry – Štrbské Pleso railway line)

## Vasútvonalak
Az állomást az alábbi vasútvonalak érintik:
- 183 Poprád-Felka – Ótátrafüred – Csorbató